# Croton rarus
Croton rarus är en törelväxtart som beskrevs av Paul Irwin Forster. Croton rarus ingår i släktet Croton och familjen törelväxter. Inga underarter finns listade i Catalogue of Life.